# Animal social

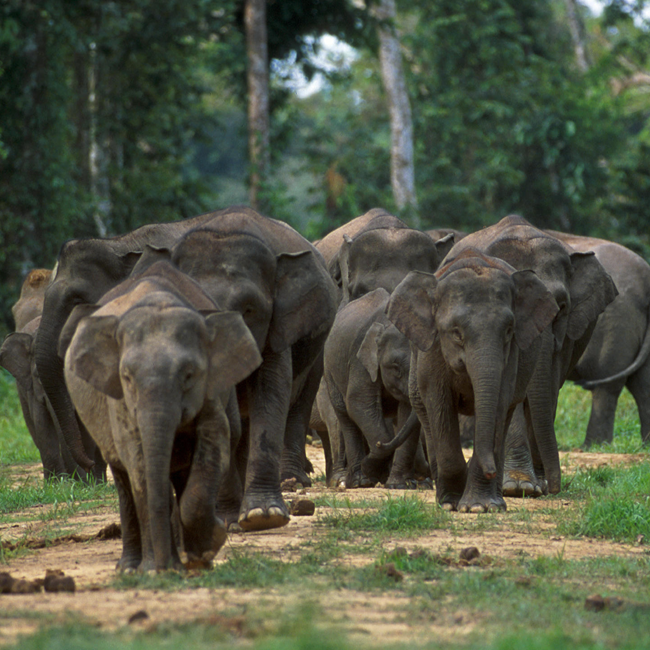
Les femelles éléphants vivent en groupes stables avec leur progéniture.

Un animal social est un être vivant qui interagit beaucoup avec les autres membres de son espèce, et dont la vie et la reproduction dépendent fortement de la cohésion globale et de la propagation du groupe.